# 岡田めぐみ (女優)
岡田 めぐみ（おかだ めぐみ、1986年9月30日 - ）は、埼玉県出身の元女優。フラームに所属していた。

## 人物
- 身長160cm、B75 W57 H78（2002年時点）。血液型はAB型。
- 姉がいる。
- あだ名は「めぐりんぱ」。これは中学のバレーボール部に入部した際、先輩が付けたもので、由来は本人にもわからないとのこと[1]。
- 趣味はピアノ、詩の観賞。特技はバレーボール、書道（7段[1]）。
- 好きなアーティストはB'z。

## 来歴
- 2000年『B.L.T.』（東京ニュース通信社）2001年2月号のグラビアでデビュー。
- 2001年『ロケット・ボーイ』（フジテレビ）第4話にドラマ初出演。
- 2005年頃、芸能界引退。

## 主な出演作品

### テレビドラマ
- ロケット・ボーイ（2001年、フジテレビ）第4話 - 森ミチコ 役
- ハンドク!!!（2001年、TBS）第1 - 2話 - 三谷綾 役
- ナースマン（2002年、日本テレビ）第1・6話 - 高沢有香 役
- 天体観測（2002年、フジテレビ） - 長谷川琴美 役
- 東京少女（2003年、BS-i）第5話 彼女の告白 ※主演
- ドラマスペシャル ナースマン（2004年4月6日、日本テレビ） - 高沢有香 役
- ナースマンがゆく（2004年、日本テレビ）第1・8話 - 高沢有香 役

### 映画
- 集団殺人クラブ（2003年、ケイエスエス）
- 着信アリ（2004年）女子高生 役[2]
- HEAT -灼熱-（2004年、ケイエスエス）進藤優香 役
- 千の風になって（2004年、シネカノン）
- オモヒノタマ〜念珠 伍ノ珠 茸狩り（2004年）秋野真希 役
- Movie Box-ing「Run-ing」（2004年、アミューズ）